# 電気用図記号
電気用図記号（でんきようずきごう）は、電気回路を表す回路図を描くときに使う記号である。日本ではJIS C 0301が長らく使われていたが、TBT協定を遵守するためこれを廃止し、IEC 60617第2版と同一の規格として1997年と1999年の2年に分けてJIS C 0617「電気用図記号」として制定された。

## 図記号の例

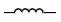
コイル
コンデンサ
スイッチ
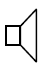
スピーカー
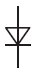
ダイオード
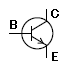
バイポーラトランジスタ
固定抵抗器
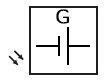
太陽光発電装置
電解コンデンサ
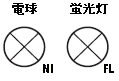
電球
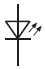
発光ダイオード
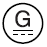
発電機
電池、直流電源（長い方が正極）
ヒューズ